# Volnik
Volnik (544 m, italijansko Monte Lanaro) je hrib v Občini Zgonik in tretji najvišji vrh v Pokrajini Trst za hriboma Kokoš in Golič.
Od leta 1996 je del Naravnega rezervata na Volniku.

## Rastlinski in živalski svet
Gozdovje je še posebej pomembno, saj se izmenjujejo obsežna območja kraških grmišč s primeri gradnovih in cerovih gozdov, v južnem delu pa so gozdiči črnega bora.
V globokih vrtačah živijo nekatere redke floristične vrste, ki imajo tu enega redkih regionalnih primerov.
Na območju so diskretne populacije divje mačke in rjavoprsega ježa, medtem ko je prisotnost rjavega medveda in evrazijskega šakala redkejša.